# Рано низоземско сликарство
Рано низоземско сликарство је уметност која се развијала на северу западне Европе у 15. веку. У литератури ово сликарство је познато и као „сликарство фламанских примитиваца“.

## Сликарство у низоземским земљама у 15. веку
У 15. веку, када је у Италији ренесанса узимала маха, на северу се развијало сликарство неслућеног сјаја. Није случајно да се то одиграло управо у Ниским Земљама где се развила силна трговина, настанило благостање и богатство, а грађанство желело продубити и обогатити своје погледе и представе о свету.
Постоје неке очите разлике у овим покретима који су се ипак одвојено јављали у Италији и Ниским Земљама (Низоземској). У Низоземским земљама то није буђење некад славне прошлости коју је Италија имала у уметничкој оставштини. У Италији је уметност ствар најшире јавности, кнежевских дворова, градских општина и државе док је на северу она ствар цркве, као и у средњем веку, и постаје предметом приватних кућа где се не намеће масама, него појединцима као својим посматрачима. Сама клима је различита, у Италији она људе сакупља на улице и тргове као некад у Риму и Атини, док их на северу треба тржити у кућама. Тако се јављају и различити односи према уметничкој форми. Без живота и природе која усхићује уметника, он с пажњом управља свој поглед на сваки угао своје околине. Из тога се на северу развио смисао за све што је појединачно, фантастично, за необичне ситне детаље и обележја, за лично и интимно, чега на југу нема. Јавља се уметност реалистичког колорита, тачне репродукције виђеног, у чему се на југу заостаје.
Због тога су крајем 15. века низоземски сликари у извођењу своје специјалне технике далеко надмашили италијанске, мада су ови до тог доба изградили право уметничко царство и ова су дела знатно утицала на цалокупан начин сликарства у Фиренци и Венецији.

## Попис уметника
- Дирк Боутс (око 1400/1415-1475)
- Хијероним Бош (око 1450-1516) - немачки савременик истих сликарских одлика.
- Робер Кампен, познат и као Мајстор из Флемала (1378–1444)
- Петрус Христус (око 1410/1420-1475/1476)
- Жак Даре (око 1404-1470)
- Бартелеми д'Ајк (око 1420-1470)
- Хуберт ван Ајк (око 1366–1426)
- Јан ван Ајк (око 1385–1441)
- Хуан де Фландес (око 1460-око 1519) - рођен у Фландрији, али активан у Шпанији.
- Хуго ван дер Хус (1440—1482)
- Јан Јост ван Калкар (око 1450-1519)
- Јос ван Васенхове познат и као Јустус од Гента (око 1410-1480)
- Браћа Лимбург (1385—1416)
- Мајстор легенде о Светој Луцији (1480—1510)
- Мајстор везеног лишћа (активан око 1480-1510)
- Симон Мармион (око 1425-1489)
- Ханс Мемлинг (око 1430-1494)
- Мајстор из Мулинса (активан око1480-1500) - понекад познат и као Јан Хеи
- Алберт ван Оуватер (1444—1515)
- Гертген тот Синт Јанс (око 1460–1490)
- Рохир ван дер Вејден (око 1400-1464)
- Квентин Масејс (1466—1530)
- Герард Давид (око 1460–1523)

## Дела
Прва, а можда и пресудна, фаза сликарске револуције на северу је појава једног уметника чије име није познато - вероватно Робер Кампен. Према фрагментима великог олтара у Флемалу данас га зову Мајстор из Флемала. Међу његова најбоља дела спада олтар Мероде (око 1425) Ту први пут имамо осећај да стварно гледамо кроз дрвену плочу у просторни свет који има: неограничену дубину, стабилност, повезаност и потпуност. Врло важна особина ове слике је употреба уља за мешање боја које Мајстор из Флемала међу првима користи.
Хуберт ван Ајк (око 1366–1422) и његов млађи брат Јан ван Ајк (око 1386–1441) су започели уметничку историју Низоземске. О Хуберту се мало зна, скоро ништа, али приписује му се концепција и старији део Гентског олтара. На овом делу, у оквиру тзв. нордијског сликарства и његове средњовековне сакралне схеме, јавља се по први пут низ нових савремених мотива и тема. Читав апокалиптички призор као композиција смештен је у природни амбијент, у слободан пејзаж, који је дат минуциозно, готово пендантно веристички. Адам и Ева који се налазе на крајевима овог склопивог олтара су прва два акта у оквиру нордијске сликарске тематике, а настала су готово у исто време кад и Мазачови актови „прародитеља“ у фирентинској цркви Санта Марија дел Камине. Оба акта пружају пример дотада недостигнутог савршенства у сликању голих тела.
Слика Јана ван Ајка „Ђовани Арнолфини са женом“ (1434) је највештије дело свога доба. Слика је заправо докуменат венчања с потписом сликара као сведока (Johannes van Eyck fuit hic 1434). Композиција је статична, све је прегледно, ствари постоје као пластични самостални облици, размештени у затвореном празном простору.
Нагли развој низоземског сликарства у 15. веку логична је последица стваралачког деловања ван Ајка, под чијим су се утицајем развили Хуго ван дер Хус, П. Христус, Дирк Боутс и др. Њихов је реализам дао знатне побуде сликарству средње Европе и Италије.
Браћи ван Ајк придружује се Рохир ван дер Вејден из Турнеа. Он заступа драматично-патетични правац, важније му је приказивање људских осјећања од лирског. Најпознатије дело му је средишњи део трокрилног олтара који представља Скидање с крста (око 1440). Опоро грандиозне линије, с особито потресном паралелом тела Исуса и онесвештене Богородице, су особито значајне за монументалну снагу композиције. Њима се ствара одређена мирноћа у слици која је савршено усклађена са драматиком позоришне сцене. Тако је све истовремено и узбуђено и мирно.
Утјицај Рохира ван дер Вајдена је превладавао у европском сликарству готово свугде осим у Италији до краја века. Као његов ученик се помиње Хуго ван дер Хус. Његово најпознатије дело је „Поклоњење пастира“ - темпераментно реалистичко дело где су пастири приказани као праве претече низоземских сељака. Најме, утицај Јана ван Ајка је највидљивији онда, кад призоре из библијске историје настоји оживети детаљима и ликовима из свакидашње фландријске околине.
С овим уметницима започиње уметничка историја Низоземске која је заблистала и обогатила светску уметност.